# Inzer
Inzer (rusky Инзер, baškirsky Инйәр) je řeka v Baškirské republice v Rusku. Je dlouhá 307 km. Povodí řeky je 5380 km². Nad soutokem s Malým Inzerem se nazývá Velký Inzer (rusky Большой Инзер).

## Průběh toku
Pramení na západních svazích Jižního Uralu pod jménem Velký Inzer. Na horním toku má charakter horské řeky, zatímco na dolním toku se dolina rozšiřuje a tok řeky je klidnější. Ústí zleva do Simu (povodí Belaji).

### Přítoky
Hlavním přítokem je Malý Inzer zprava.

## Vodní režim
Zdrojem vody jsou převážně sněhové srážky. Průměrný roční průtok vody u vesnice Azovo činí přibližně 50,9 m³/s. Zamrzá v polovině listopadu a rozmrzá v polovině dubna.

## Využití
Je splavná pro vodáky.